# Surcouf (strip)
Surcouf is een Franse-Belgische stripreeks gemaakt door Jean-Michel Charlier en Victor Hubinon.
Deze driedelige strip werd al gemaakt voordat strips zoals Roodbaard en Asterix enige bekendheid genoten, en zelf het Belgische stripblad Pilote nog in de kinderschoenen stond. Later zouden er wat pagina's uit de strip Surcouf ook in het blad vertoond worden. Surcouf is gebaseerd op de bestaande Franse kaper Robert Surcouf (1773 - 1827). De makers hadden de neiging het levensverhaal in stripvorm te publiceren, maar later bleken de verhalen niet spannend genoeg, en bleef het bij drie delen. Toch wilden Charlier en Hubinon iets met piraten doen en kwamen ze erop om de strip Roodbaard te gaan maken waarin veel spannender plotwendingen in beschreven konden worden in fictievorm.

## Albums
- 1) Koning der kapers (1952)
- 2) Schrik der oceanen (1952)
- 3) De laatste vrijbuiter (1953)

## Bron
- Charlier/Hubinon, - Surcouf (1952 - 1953), (Uitgeverij Dupuis).